# Sinedrión de Macedonia
El Sinedrión de Macedonia, es decir el Consejo, era la instancia probouleútica del reino y el consejo de gobierno del rey.

## Denominación
El Consejo era un grupo restringido de personalidades importantes del reino, elegidas y reunidas por el rey para secundarle en el gobierno. No se trataba de una asamblea representativa, pero podía ser ampliada en ciertas ocasiones con los representantes de las ciudades y unidades cívicas del reino.
En las fuentes literarias, se la encuentra a menudo con la siguiente denominación: oï axiologôtatoi tôn Makedonôn (Οἱ ἀξιολογώτατοι τῶν Μακεδόνων en Diodoro Sículo), oï en Makedonia dokimôtatoi (Οἱ ἐν Μακεδονία δοκιμώτατοι en Claudio Eliano, oï en télei Makedonôn (Οἱ ἐν τέλει Μακεδόνων en Flavio Arriano), expresiones que designaban «los más honorables de los macedonios» y parece que se aplicaba para formar el Consejo más amplio.
El propio término de consejo, synedrion (συνεδρίον) está presente en Diodoro Sículo, sobre todo cuando se refiere al consejo de   Filipo V. En el mismo autor y en Plutarco se encuentra la expresión de prôtoi tôn Makedonôn (πρῶτοι τῶν Μακεδόνων) los Primeros de los Macedonios, y otras del mismo estilo.
Sería erróneo concluir de la diversidad esta nomenclatura que el Consejo era una institución puramente informal, cuyo papel y composición no están bien esclarecidas.

## Composición
En la descripción de Quinto Curcio Rufo de la reunión del Consejo a la muerte de Alejandro Magno en 323 a. C. se detalla con la menor ambigüedad su composición:
«En Babilonia […] los guardias de corps de Alejandro fueron al palacio real a llamar a los primeros de los amigos y los comandantes de las tropas».
Los miembros del Consejo (synedroi) pertenecían a tres categorías:
- Los somatophylakes (en griego antiguo, literalmente «los guardias de corps») eran los nobles macedonios escogidos por el monarca, cuyo número fue de siete en el reinado de Alejandro, y le servían como guardias de corps honoríficos, y sobre todo como los más cercanos consejeros. Era un título honorífico particularmente prestigioso.
- «Los Amigos» (philoi) o Compañeros reales (basilikoi hetairoi) eran nombrados por el rey entre la lata nobleza macedonia. El término de amigos no prejuzga en absoluto las relaciones personales entre el rey y sus consejeros: los ejemplos de Filotas y Parmenión durante el reinado de Alejandro muestran que podía haber una enemistad real ente el rey y sus «Amigos». La relación consistía en realidad en una alianza, sellada por las donaciones de tierra que el rey hacía a los Compañeros,  a los que debían corresponder los regalos esperados (préstamos, corona). Los dones no ligaban necesariamente al Compañero con el rey: estos les aseguraban su independencia económica, y le daban los medios de su libertad con respecto al rey.
- Los generales principales del ejército (hégémones tôn taxéôn) también nombrados pro el soberano. Muchos de ellos eran ya miembros de pleno derecho del Consejo por ser Compañeros. Su prestigio ate sus soldados, generalmente de su misma región, debido al reclutamiento territorial de las unidades, los convierte en la práctica en inamovibles. Cuando eran promovidos, preveían normalmente el nombramiento de una persona próxima como su sucesor: así Pérdicas promovido a somatophylax hizo nombrar a su hermano Alcetas a la cabeza del taxis de Oréstide-Lincestis, la región de la familia principesca a la que pertenecían.

El rey tenía menos poder de lo que las apariencias podían sugerir sobre la composición del Consejo, porque muchos de sus miembros de la alta aristocracia del reino eran miembros de pleno derecho ex officio. No podía cesar fácilmente a los miembros del consejo, al menos en el intento de iniciar un proceso por alta traición ante la Asamblea, con lo que corría el riesgo de un voto popular negativo. Esta restricción era fácil de esquivar por los miembros no macedonios, como los griegos.

## Competencias
El rey no estaba obligado a consultar al Sinedrión, pero formaba parta de la costumbre constitucional en numerosos dominios.
Ejercía la función probouleútica vis a vis del Koinón de los macedonios (Asamblea popular) para la designación del rey, del regente, de los administradores y de los magistrados, la instrucción de los procesos judiciales capitales, y la declaración de guerra.
Era la primera y última instancia judicial para las penas no capitales: numerosos ejemplos aparecen durante el reinado de Alejandro en sesiones sobre procesos judiciales, como por ejemplo el encarcelamiento de Alejandro de Lincéstide, hijo de Aéropo II.
Parece que tenía amplios poderes. Se reunía con frecuencia. Se pronunció sobre la invasión de Asia, sobre las proposiciones de Darío III, sobre las condiciones de la paz acordada con los pueblos vencidos, etc. Así, el famoso intercambio de impresiones entre Alejandro y Parmenión antes de la batalla de Gaugamela: Parmenión se pronunció por la aceptación de las condiciones ventajosas propuestas por Darío («Si yo fuera Alejandro, aceptaría lo que se ha ofrecido y haría un tratado») a lo que Alejandro respondió «Es lo que yo haría si fuera Parmenión»,), esconde y resume ciertamente un debate del Consejo sobre la cuestión.
Las decisiones del Consejo (dogmata) eran colectivas: el rey tenía que convencer a los Compañeros si quería que su opinión prevaleciera. El vocabulario utilizado en las fuentes literarias es el mismo que el usado en los decretos de las asambleas macedonias regionales o locales.
Podía darse el caso de que el decreto del Sinedrión fuera anunciado por el rey bajo la forma de una ordenanza (diagramma), lo que ocultaba su origen, y hacía parecer al rey como el único responsable de una decisión que de hecho era colectiva.
La proposición de Ptolomeo en 323 a. C., durante el debate que siguió a la muerte de Alejandro, sobre confiar el gobierno al Sinedrión, con atribuciones legales y ejecutivas, se presentó como una medida de continuidad, en cierta medida, puesto que las decisiones se tomaban por mayoría. Pero de hecho se trataba de la transformación del Reino de Macedonia en una «república», y fue la adhesión de los soldados a la dinastía teménida la que le puso fin. Eumenes de Cardia llevó a cabo parcialmente este gobierno «republicano» en la fracción del Estado macedonio que tuvo a su cargo como strategos de Asia: gobernaba con un Consejo de oficiales y las decisiones se tomaban por mayoría, por lo se gobernaba «como en las democracias» (ôsper en tais dêmokratiais).
El Consejo reposaba de hecho sobre los principios democráticos de isegoria (igualdad de tiempo en el uso de la palabra) y de la parresía (libertad de toma de la palabra]] en igual de condiciones con el rey. La ilustración del más célebre fue el debate sobre el Hípaso en 326 a.  C., cuando Alejandro no pudo convencer al Consejo y al ejército de proseguir su aventura militar. El carácter excepcional de esta decisión es un ejemplo de la oposición entre el rey y su Consejo: habitualmente el rey alcanzar un consenso, o no tomar ninguna decisión hasta que hubiera podido medir la actitud de sus asesores.

## Evolución
Después de la destrucción de la monarquía antigónida por los romanos en el año 167 a. C., es posible que el sinedrión subsistiera, contrariamente a la Asamblea, y por lo tanto era la única instancia federal de Macedonia dividida en cuatro mérides: esto se puede deducir de la descripción de Polibio (trasmitida por Tito Livio) del reglamento de los asuntos macedonios dictado por  Lucio Emilio Paulo Macedónico en Anfípolis en dicho año. La asamblea a la que se expusieron las medidas decididas estaba constituida por diez representantes de cada ciudad, y el texto hace alusión —la interpretación es extremadamente controvertida— con la creación de una asamblea de este tipo, que reunía representantes de las ciudades de cada distrito, que se convertiría en el nuevo sinedrión federal, a diferencia de las asambleas representativas de cada distrito.
La existencia de esta institución es manifiestamente mal conocida desde la reducción en provincia de Macedonia en 146 a. C., que puso fin al régimen constitucional tan especial creado en el año 167 a. C.